# Leh, Čeh in Rus
Bratje Leh, Čeh in Rus oz. Leh, Čeh in Meh so legendarni ustanovitelji treh narodov, Poljakov (Lehitov), Čehov in Rusov. Prvič so omenjeni v Velikopoljski kroniki.
Legenda pravi, da so se med lovom bratje Leh, Čeh in Rus iz Panonije kjer so prebivali odpravili vsak v svojo smer; Leh na sever, Čeh na zahod, Rus pa na vzhod. Obstaja več različic legende, v katerih sta včasih omenjena le dva ali celo samo eden izmed treh bratov. Legenda velja za mitsko zgodbo o ustanovitvi zgodnjih slovanskih držav Češke, Poljske in Rutenije.

## Različice

### Poljska različica
Poljska različica govori, kako so se med lovom Leh, Čeh in Rus razšli vsak v svojo smer. Rus se je odpravil na vzhod, Čeh se je ustalil ob vzpetini Řip, Leh pa je sledil svoji puščici, ki ga pripeljala do velikega hrasta vrh katerega je gnezdil velik bel orel. Leh si je orla vzel za svoj simbol, okoli drevesa pa je postavil trdnjavo. Kraj kjer je stalo drevo je poimenoval Gniezno (iz poljske besede gniazdo, ki pomeni gnezdo). Belega orla se še danes najde na grbu Poljske. Bela črta na zastavi naj bi prav tako predstavljala belega orla, rdeča pa sončni zahod.
Po Velikopoljski kroniki so bili bratje sinovi panonskega kneza Pana. Po starosti naj bi bil najstarejši Čeh, Leh pa najmlajši.

### Češka različica
Na Češkem je poznana različica z dvema bratoma, Lehom in Čehom ter tremi sestrami. Alois Jirásek opisuje, da se je njihova prvotna domovina nahajala za Tatrami v nižini reke Visle, pod imenom Velika oz. Bela Hrvaška v kateri so bivala mnoga plemena, ki so si bila po jeziku in kulturi enaka. vredno je omeniti, da je leta 1347 Karel VI. podredil češki jezik hrvaškemu, v istem stoletju pa je Jan iz Holešova zapisal, da so Hrvati neposredni predniki Čehov.
Domovina je sčasoma postala nemirna in brata sta se jo odločila zapustiti. Zbrala sta vsak svoje ljudstvo in se odpravila proti sončnemu zahodu. Medtem ko se je Čeh ustalil pri vzpetini Řip se je Leh odpravil proti severu in tam ustanovil svojo državo.

### Hrvaška različica
Na hrvaškem je prav tako znana legenda s tremi brati, le da se Rus tokrat imenuje Meh ter da imajo sestro Vilino. Živeli naj bi v Krapini. Po borbi z Rimljani so si pridobili neodvisnost, ker pa jih je sestra Vilina nameravala izdati so jo ubili. Njen grob naj bi se nahajal pod Krapinskim hribom.